# 야오족 (아프리카)
야오족(Yao, WaYao)은 말라위 호수 남단 주변에 살고 있는 반투족 계통의 민족이다. 인구는 약 200만 명으로 주로 이슬람교를 믿으며, 말라위를 비롯하여 탄자니아와 모잠비크의 일부 지역에도 분포한다. 언어는 고유어인 야오어 또는 자신이 거주하는 국가의 공용어(스와힐리어 등)를 사용한다.

## 같이 보기
- 말라위의 인구